# IAI Harpy
IAI Harpy, hebr. הארפי („Harpia”) – izraelski bezzałogowy aparat latający (UAV – Unmanned Aerial Vehicle). Przeznaczony do wykrywania i rażenia urządzeń radiolokacyjnych – amunicja krążąca.

## Historia

### Geneza
Siły Powietrzne Izraela stanowią niekwestionowaną potęgę na Bliskim Wschodzie. Ich rola w zapewnieniu bezpieczeństwa Izraela, opierająca się o przewagę techniczną i wyszkolenie personelu, stanowiła kluczowy element w zapewniający supremację rodzimych sił zbrojnych nad armiami arabskich sąsiadów. Wiara w niekwestionowaną przewagę została jednak zachwiana podczas wojny Jom Kipur. Nauczone doświadczeniem wojny sześciodniowej, kiedy to izraelskie lotnictwo dokonało pogromu egipskich i syryjskich sił powietrznych, państwa arabskie przygotowując się do przyszłego konfliktu, zadbały o neutralizację zagrożenia z powietrza. Korzystając ze wsparcia Związku Radzieckiego, na Bliski Wschód trafiły radzieckie systemy rakietowe S-75, mobilne 2K12 Kub tworzące parasol ochronny nad syryjskimi i egipskimi oddziałami. Pomimo ostatecznego izraelskiego zwycięstwa, arabska obrona przeciwlotnicza zadała siłom powietrznym Izraela poważne straty. Analiza konfliktu, jak i kolejnych starć, w jakich izraelskie siły powietrzne brały udział, zaowocowały pracami nad stworzeniem systemu zdolnego do neutralizacji nieprzyjacielskiej obrony przeciwlotniczej, poprzez zniszczenie jej stacji radiolokacyjnych. Z drugiej strony, systemu zdolnego do operowania w obszarze chronionym przez nieprzyjacielską obronę przeciwlotniczą przez kilka godzin. Założenia te z definicji eliminowały użycie własnego lotnictwa, zbyt narażonego na straty oraz pociski przeciwradiolokacyjne, niezdolne do długotrwałego patrolowania wyznaczonego obszaru. Tym samym, jedynym rozwiązaniem pozostawał bezzałogowy aparat latający. Prace nad nową konstrukcją rozpoczęto na przełomie lat 80 i 90. XX wieku, a na początku lat 90. Israel Aerospace Industries zademonstrował ukończony aparat.

### Konstrukcja
Aparat posiada głowicę bojową przeznaczoną do niszczenia stacji radiolokacyjnych. Start następuje z użyciem przyspieszacza rakietowego, po którym aparat uruchamia własny silnik. Klasyczna misja aparatu polega na przelocie w rejon patrolowania. W przypadku wykrycia emisji radarowej, Harpy określa sygnał jako „swój” lub „wrogi”, porównując go z charakterystykami sygnałów radarowych umieszczonych w jego bazie danych. Po wykryciu wrogiej emisji, aparat przechodzi w tryb bojowy, atakując stację radiolokacyjną, kierując się na nią wzdłuż emitowanej wiązki. W przypadku przerwania emisji Harpy przerywa atak, w przypadku kiedy podczas misji nie wykryto żadnych radarów, Harpy ulega samozniszczeniu. Głowica radiolokacyjna aparatu wykrywa emisje w zakresie od 2 do 18 GHz. Dzięki szerokiemu użyciu materiałów kompozytowych w konstrukcji aparatu oraz jego niewielkim rozmiarom, Harpy dysponuje niewielką skuteczną powierzchnią odbicia fal radiowych. Maszyna dysponuje 500 km zasięgiem, jej czas przebywania w powietrzu oscyluje w granicach dwóch godzin. System lądowy składa się z mobilnej wyrzutni, przenoszącej 18 samolotów, stanowiska planowania misji, wozu wsparcia technicznego i holowanego generatora elektrycznego. Istnieje również wersja aparatu, przeznaczona do przenoszenia na pokładach okrętów. Celem misji IAI Harpy nie jest zniszczenie stanowisk radiolokacyjnych, choć taką możliwość posiada, ale zmuszenie ich do zaprzestania pracy. Za fizyczne zniszczenie źródeł emisji radiolokacyjnej mają odpowiadać siły powietrzne.

## Harpy NG
Harpy Next Generation (NG) jest maszyną, w której wykorzystano płatowiec IAI Harop, ale bez kosztownej głowicy obserwacyjnej. Głowica radiolokacyjna, działa w szerszym zakresie wykrywania, od 0,8 do 18 GHz. Dzięki temu, Harpy NG dysponuje większą czułością w wykrywaniu emisji radarów pracujących na długich falach, bardziej skutecznych w wykrywaniu celów o niskiej skutecznej powierzchni odbicia fal radiowych. Zastosowanie płatowca pochodzącego z konstrukcji Harop, pozwoliło na zwiększenie o 40% zasięgu aparatu, długotrwałości lotu i pułapu. Gotowa maszyna została po raz pierwszy publicznie zaprezentowana w 2016 roku na singapurskich targach Singapore Airshow.

## Użytkownicy
Już w 1994 roku aparat trafił na uzbrojenie Chińskiej Armii Ludowo-Wyzwoleńczej, co strona izraelska potwierdziła dopiero w 2004 roku. Chiny zainteresowane były modernizacją zakupionego sprzętu we współpracy z producentem oraz zakupem systemu wyposażonego w zmodyfikowaną głowicę znaną pod oznaczeniem Harpy NG. Naciski administracji Stanów Zjednoczonych wymusiły na Izraelczykach zaprzestanie współpracy. Nie mogąc liczyć na wsparcie ze strony Izraela, Chiny siłami własnego przemysłu skopiowały aparat. W marcu 2017 roku, chiński przemysł zbrojeniowy zaprezentował na targach IDEX w Abu Zabi własną wersję aparatu, oznaczoną jako ASN-301 (wojskowe oznaczenie JWS01), charakteryzującą się jednak mniejszym zasięgiem od swojego oryginału, 280 km wobec 500 km IAI Harpy. Zastosowany w chińskiej kopii aparatu silnik tłokowy nadaje mu prędkość rzędu 220 km/h. Zasięg pasywnej głowicy wykrywającej źródła emisji radarowej w paśmie 2–16 GHz wynosi według producenta 25 km. ASN-301 może wykonywać misje w pełni autonomicznie, dyżurując nad zadanym wcześniej obszarem, bądź być pod kontrolą naziemnego operatora. Chińskie drony mają możliwość wymiany pomiędzy sobą informacji i koordynowania ze sobą ataku, działając w trybie roju. W 1997 roku, ponad sto samolotów zakupionych zostało przez Republikę Korei. W 1999 roku umowę zakupu systemu podpisała Turcja, która stała się właścicielem 108 aparatów. System znalazł się również na uzbrojeniu Indyjskich Sił Zbrojnych.